# حشويد (مقاطعة دورود)
حشويد (بالفارسية: حشوید) هي قرية تقع في قسم تشالانتشولان الريفي (مقاطعة دورود) في إيران. يقدر عدد سكانها بـ 192 نسمة بحسب إحصاء 2016.